# Styringomyia impunctata
Styringomyia impunctata är en tvåvingeart som beskrevs av Edwards 1914. Styringomyia impunctata ingår i släktet Styringomyia och familjen småharkrankar. Inga underarter finns listade i Catalogue of Life.